# Открытый чемпионат Германии по теннису среди мужчин 2008
Открытый чемпионат Германии среди мужчин 2008 — 102-й розыгрыш ежегодного профессионального теннисного турнира среди мужчин, проводящегося в немецком городе Гамбург и являющегося частью тура ATP в рамках серии Мастерс.
В 2008 году турнир прошёл с 10 по 18 мая. Соревнование продолжало околоевропейскую серию грунтовых турниров, подготовительную к Ролан Гаррос.
Прошлогодние победители:
- в одиночном разряде —  Роджер Федерер
- в парном разряде —  Боб Брайан и  Майк Брайан

## Соревнования

### Одиночный турнир
Рафаэль Надаль обыграл  Роджера Федерера со счётом 7-5, 6-7(3), 6-3.
- Надаль выигрывает 3-й титул в сезоне и 26-й за карьеру в основном туре ассоциации.
- Федерер уступает 2-й финал в сезоне и 19-й за карьеру в основном туре ассоциации.

### Парный турнир
Ненад Зимонич /  Даниэль Нестор обыграли  Боба Брайана /  Майка Брайана со счётом 6-4, 5-7, [10-8].
- Зимонич выигрывает 1-й титул в сезоне и 19-й за карьеру в основном туре ассоциации.
- Нестор выигрывает 1-й титул в сезоне и 51-й за карьеру в основном туре ассоциации.